# Physcomitrium patens
Physcomitrium patens là một loài Rêu trong họ Funariaceae. Loài này được (Hedw.) Mitt. mô tả khoa học đầu tiên năm 1851.